# 藍首平肩光魚
藍首平肩光魚，為管肩魚科的其中一種，為深海魚類，分布於東大西洋海域，深度150-1500公尺，體長可達22.1公分，棲息在中層水域，生活習性不明。

## 扩展阅读
維基物種上的相關：藍首平肩光魚